# Dryopteridaceae
Ver Pteridophyta para una introducción a las plantas vasculares sin semilla
Las driopteridáceas (nombre científico Dryopteridaceae) son una familia de helechos perteneciente al orden Polypodiales, en la moderna clasificación de Christenhusz et al. 2011 donde está circunscripta de forma un poco diferente que su predecesor sistema de Smith et al. (2006), de hecho aún se necesitan más estudios filogenéticos dentro de la familia.

## Taxonomía
Introducción teórica en Taxonomía
La clasificación más actualizada es la de Christenhusz et al. 2011 (basada en Smith et al. 2006, 2008); que también provee una secuencia lineal de las licofitas y monilofitas.
- Familia 42. Dryopteridaceae Herter, Rev. Sudamer. Bot. 9: 15 (1949), nom. cons. Sinónimos: Aspidiaceae Mett. ex A.B.Frank en Leunis, Syn. Pflanzenk. ed. 2. 3: 1469 (1877), nom. illeg. Filicaceae Juss., Gen. Pl.: 14. (1789), como 'Filices', nom. illeg., rej. Peranemataceae Ching, Sunyatsenia 5: 208 (1940), nom. rej. Elaphoglossaceae Pic.Serm., Webbia  23: 209 (1968). Bolbitidaceae Ching, Acta Phytotax. Sin. 16: 15 (1978).

Cerca de 34 géneros. Referencias: Li & Lu (2006), Li et al. (2008), Liu et al. (2007a, 2010), Moran et al. (2010a, b), Rouhan (2004).
Nota: Son necesarios más estudios a nivel de género para la ubicación correcta de los géneros y para confirmar la monofilia de los géneros ricos en especies Dryopteris y Polystichum. Insertis sedis:  Adenoderris, Coveniella, Dracoglossum, Revwattsia, Stenolepia.
- -     -       - Subfamilia 42a. Dryopteridoideae B.K.Nayar, Taxon 19: 235 (1970). (Acrophorus, Acrorumohra, Arachniodes, Ctenitis, Cyrtogonellum, Cyrtomidictyum, Cyrtomium, Diacalpe, Dryopolystichum, Dryopsis, Dryopteris, Leptorumohra, Lithostegia, Peranema, Phanerophlebia, Polystichopsis, Polystichum).

- -     -       - Subfamilia 42b. Elaphoglossoideae  (Pic.Serm.) Crabbe, Jermy & Mickel, Fern Gaz. 11: 154 (1975). Basado en Elaphoglossaceae Pic.Serm. (Arthrobotrya, Bolbitis, Cyclodium, Elaphoglossum, Lastreopsis, Lomagramma, Maxonia, Megalastrum, Mickelia, Olfersia, Polybotrya, Rumohra, Stigmatopteris, Teratophyllum).

### ClasificaciónsensuSmithet al.2006
Ubicación taxonómica:
Plantae (clado), Viridiplantae, Streptophyta, Streptophytina, Embryophyta, Tracheophyta, Euphyllophyta, Monilophyta, Clase Polypodiopsida, Orden Polypodiales, Familia Dryopteridaceae.
Sinónimos: Dryopteroides o dryopteridoides.
Incluyendo "Aspidiaceae", Bolbitidaceae, Elaphoglossaceae, Hypodematiaceae, Peranemataceae.
Cerca de 40-45 géneros. Muchos autores han considerado a la familia Dryopteridaceae como incluyendo a muchos más géneros que los que aquí se mencionan, lo cual volvería a la familia definitivamente parafilética a menos que se incluyeran en ella varias familias bien circunscriptas, como Aspleniaceae, Polypodiaceae, Thelypteridaceae. Dryopteridaceae sensu stricto, como está definida aquí, es casi con seguridad monofilética.
1700 especies, 70 % de las cuales están en los 4 primeros géneros de la lista:
- Ctenitis
- Dryopteris (incl. Nothoperanema, Geiger y Ranker 2005)
- Elaphoglossum (incl. Microstaphyla y Peltapteris -Rouhan et al. 2004, Skog et al. 2004-. Este género se anida dentro de las dryopteridáceas definidas según la clasificación de Smith et al. 2006 -Hasebe et al. 1995, Sano et al 2000a-. A veces es ubicada dentro de su propia familia Elaphoglossaceae, por ejemplo por Pichi Sermolli -1997-, con 600-800 especies, muchas de ellas no descriptas. Según Pichi Sermolli -1977- Elaphoglossaceae tiene 3 géneros, pero Microstaphyla y Peltapteris se anidan dentro de Elaphoglossum -Elaphoglossum Homepage, Mickel y Atehortúa 1980, Rouhan et al. 2004, Skog et al 2004-. Elaphoglossum suele ser considerado emparentado con Lomariopsis -Kramer en Kubitzki 1990-, pero esta afirmación es rechazada por dos topologías no publicadas, citadas en Smith et al. 2006. Elaphoglossaceae, definida en su forma reducida, es monofilético -Skog et al. 2001, 2004- pero si se excluyera de Dryopteridaceae tal como la definió Smith et al 2006, la familia Dryopteridaceae se volvería parafilética. Los caracteres de Elaphoglossum incluyen láminas usualmente simples, y hojas dimórficas con esporangios acrosticoides).
- Polystichum (incl. Papuapteris y Plecosorus, Little y Barrington 2003)
- Acrophorus
- Acrorumohra
- Adenoderris
- Arachniodes
- Ataxipteris
- Bolbitis (incl. Egenolfia)
- Coveniella
- Cyclodium
- Cyrtogonellum
- Cyrtomidictyum
- Cyrtomium (Lu et al. 2005)
- Didymochlaena (con una sola especie, fue generalmente asociada a otros géneros que en esta clasificación están incluidos en Dryopteridaceae).
- Dryopolystichum
- Dryopsis
- Hypodematium (sus 3 especies cercanamente emparentadas fueron tradicionalmente ubicadas en forma variada: o bien formando su propia familia Hypodematiaceae, o bien aliada a los helechos athyrioides -por ejemplo por Kramer en Kubitzki 1990, presumiblemente basado en la presencia de dos haces vasculares en la base del pecíolo- o bien cercana a Dryopteris -por ejemplo en Tyron y Lugardon 1991, que utilizaron para ello caracteres de la morfología de las esporas-).
- Lastreopsis
- Leucostegia (casi siempre ubicada en Davalliaceae -por ejemplo por Kramer 1990-, debido a la similitud del indusio y a los soros ubicados al final de las venas, pero difiere de las davaliáceasen su hábito terrestre, las esporas verrugadas en forma más fuerte, y el perisporio rugulado -Tyron y Lugardon 1991-, y también en el número de cromosomas x = 41, a diferencia de x = 40 de las davaliáceas).
- Lithostegia
- Lomagramma
- Maxonia
- Megalastrum
- Oenotrichia p.p. (Tindale y Roy 2002)
- Olfersia
- Peranema
- Phanerophlebia
- Polybotrya
- Polystichopsis
- Revwattsia (Tindale y Roy 2002)
- Rumohra
- Stenolepia
- Stigmatopteris
- Teratophyllum

## Filogenia
Introducción teórica en Filogenia
Según Smith et al. (2006), esta familia sería casi con seguridad monofilética si se excluyeran de ella los géneros Didymochlaena, Hypodematium y Leucostegia incluidos aquí (Hasebe et al. 1995, Tsutsumi y Kato 2006). La inclusión de estos tres géneros puede convertir a la familia en parafilética, pero tentativamente son incluidos en ella por Smith et al. (2006) hasta que las relaciones filogenéticas de esos géneros sean determinadas por análisis venideros. 

## Ecología
Terrestres, epipétricas, hemiepífitas, o epífitas.
Pantropicales, pero también tienen muchos representantes de climas templados.

## Caracteres
Con las características de Pteridophyta.
Rizomas rastreros, ascendentes, o erectos, a veces escandentes o trepadores. Con escamas no clatradas en los ápices. 
Pecíolos con numerosos haces vasculares redondos que en un corte transversal forman un anillo.
Láminas monomórficas, menos seguido dimórficas, a veces con escamas o glándulas, muy poco comúnmente con pelos. Venas pinadas o bifurcadas, libres a varias veces anastomosadas, con o sin venillas inclusas. 
Soros usualmente redondos. Indusio redondo-reniforme o peltado (perdido en muchas ramas), o soros dispuestos de forma acrosticoide y sin indusio en algunas ramas. 
Esporangios con pie corto a largo, con pi de 3 líneas de células de espesor. 
Esporas reniformes, con marca monolete. Perina alada.
Número de cromosomas: x = 41 (casi todos los géneros en los que fueron contados), raramente x = 40 (presumiblemente un carácter secundario). 

### Otros proyectos wikimedia
- Wikimedia Commons alberga una categoría multimedia sobre Dryopteridaceae.
- Wikispecies tiene un artículo sobre Dryopteridaceae.